# Fotboll i Algeriet
Fotboll är den mest populära sporten i Algeriet. Algeriska Fotbollsförbundet håller i alla Algeriets landslag, ligorna och cuperna.

## Landslag

### Herrar
Herrlandslag
A' Landslag (bara för Algeriska spelare som spelar i dem Algeriska ligorna)
U-23 OS-landslag (23 år och yngre) (för olympiska sommarspelen 2016)
U-20 Landslag (20 år och yngre)
U-17 Landslag (17 år och yngre)
Herrlandslag i Futsal (futsal)
Herrlandslag i Strandfotboll (strandfotboll)

### Damer
Damlandslag
U-20 Landslag (20 år och yngre)
U-17 Landslag (17 år och yngre)

### För närvarande ej i bruk
FLN-laget

## Seriepyramid

### Herrar
| Nivå | Liga/Ligor                          |
| ---- | ----------------------------------- |
| 1    | Ligue Professionnelle 1             |
| 2    | Ligue Professionnelle 2             |
| 3    | Ligue Nationale Amateur (3 grupper) |
| 4    | Inter-Régions Division (4 grupper)  |
| 5    | Ligue Régional I (8 grupper)        |
| 6    | Ligue Régional II (15 grupper)      |
| 7    | Ligue de la Wilaya                  |

### Damer
| Nivå | Liga/Ligor                        |
| ---- | --------------------------------- |
| 1    | Championnat National              |
| 2    | Championnat Régionaux (2 grupper) |